# Matanaq
Matanaq (persiska: متنق) är en ort i Iran.   Den ligger i provinsen Östazarbaijan, i den nordvästra delen av landet, 500 km nordväst om huvudstaden Teheran. Matanaq ligger 2 237 meter över havet och antalet invånare är 498.
Terrängen runt Matanaq är kuperad.Runt Matanaq är det ganska glesbefolkat, med 43 invånare per kvadratkilometer. Närmaste större samhälle är Bāsmenj, 18,1 km norr om Matanaq. Trakten runt Matanaq består i huvudsak av gräsmarker.